# Wałbrzych Szczawienko
Wałbrzych Szczawienko – stacja kolejowa w Wałbrzychu, w województwie dolnośląskim, w Polsce.

## Ruch pasażerski
| Rok  | Wymiana pasażerska na dobę |
| ---- | -------------------------- |
| 2017 | 300-499                    |
| 2022 | 500-699                    |

## Historia
Dworzec Wałbrzych Szczawienko był dużą stacją pasażersko-towarową. Został oddany do użytku 1 marca 1853 roku jako stacja pod nazwą Sorgau. 27 sierpnia 1945 roku została ona przemianowana na Słońsk Dolny (od ówczesnej, nadanej przez kolejarzy, nazwy dworca w Szczawnie – Słońsk Zdrój). Kolejne nazwy są już związane z obecną nazwą, a mianowicie Szczawienko i ostatecznie Wałbrzych Szczawienko. Dworzec znajduje się w dzielnicy Szczawienko przy ul. Stacyjnej.
Zdewastowany budynek stacyjny 30.12.2015 został przejęty przez miasto Wałbrzych, które zaplanowało jego remont. Remont rozpoczęto w listopadzie 2016 roku. Wyremontowany dworzec oddano do użytku 16.04.2018 r.. Jednocześnie, połączono dworzec z osiedlem Podzamcze linią komunikacji miejskiej.
29 września 2017 PKP PLK podpisało z konsorcjum Infrakol i TrackTec Construction umowę na przebudowę stacji Wałbrzych Szczawienko.

## Szlaki turystyczne
- – czarny szlak: Wałbrzych Szczawienko – Ptasia Kopa – Wzgórze Gedymina – Wałbrzych Centrum[7]